# Nonadorantisme
Le nonadorantisme (du latin : adoro ou adoratio ≈ culte) est une position christologique rejetant l'invocation et l'adoration de Jésus-Christ dans la prière. Le Dictionnaire de la Bible le situe comme un courant du socinianisme.

## Histoire
Les positions non-adoratistes se trouvent surtout dans l'unitarisme antitrinitaire.
Les représentants les plus connus étaient entre autres Ferenc Dávid et Szymon Budny. Szymon Budny a considéré que Jésus lui-même n'avait aucune nature divine préexistante et il a enseigné à ses disciples à prier Dieu, mais non le Christ lui-même. D'autres unitariens, comme Marcin Czechowic, a parlé d'un rôle médiateur du Christ auprès du Père, qui justifie une invocation du Christ. Dans les Frères polonais, dans les années 1570, est la plus fidèle au nonadorantisme, a refusé le baptême des enfants, a défendu le non recours aux armes et la pauvreté volontaire. Elle avait son centre à Raków). Au sein de l'Église unitarienne de Transylvanie il y avait une opposition entre Ferenc Dávid et Giorgio Biandrata. Jacobus Palaeologus a soutenu que Ferenc Dávid avait été condamné pour ses innovations religieuses et déposé en tant que chef de l'Église unitarienne de Transylvanie pour avoir défendu des thèses nonadorantistes. Quelques-uns des nonadorantistes proches de Ferenc Dávid se sont plus tard rapprochés de la théologie juive et ont formé le groupe des unitariens de Transylvanie judaïsants et respectant le Chabbat.

## Sources
1. ↑  B. Heurtebize et F. Vigouroux, Dictionnaire de la Bible, vol. I, Letouzey & Ané, 1912, « Budnée », p. 1964

- (de) Cet article est partiellement ou en totalité issu de l’article de Wikipédia en allemand intitulé « Nonadorantismus » (voir la liste des auteurs).